# John Smith (nativo americano)
John Smith (noto anche come Lupo Bianco, o come Ka-be-na-gwe-wes, Ga-Be-Nah-Gewn-Wonce, vale a dire Pelle rugosa o Carne che si sfalda in ojibwe; Tra il 1822 e il 1826 – 6 febbraio 1922) è stato un capo della tribù di nativi americani degli Ojibway.
Vissuto sempre nei dintorni della cittadina di Cass Lake, nel Minnesota, Smith divenne famoso verso la metà degli anni 1910 e l'inizio degli anni 1920, quando, ormai vecchio, comparve come protagonista di un tour cinematografico che attraversò gli Stati Uniti d'America e che aveva come soggetto i nativi anziani.

## Biografia

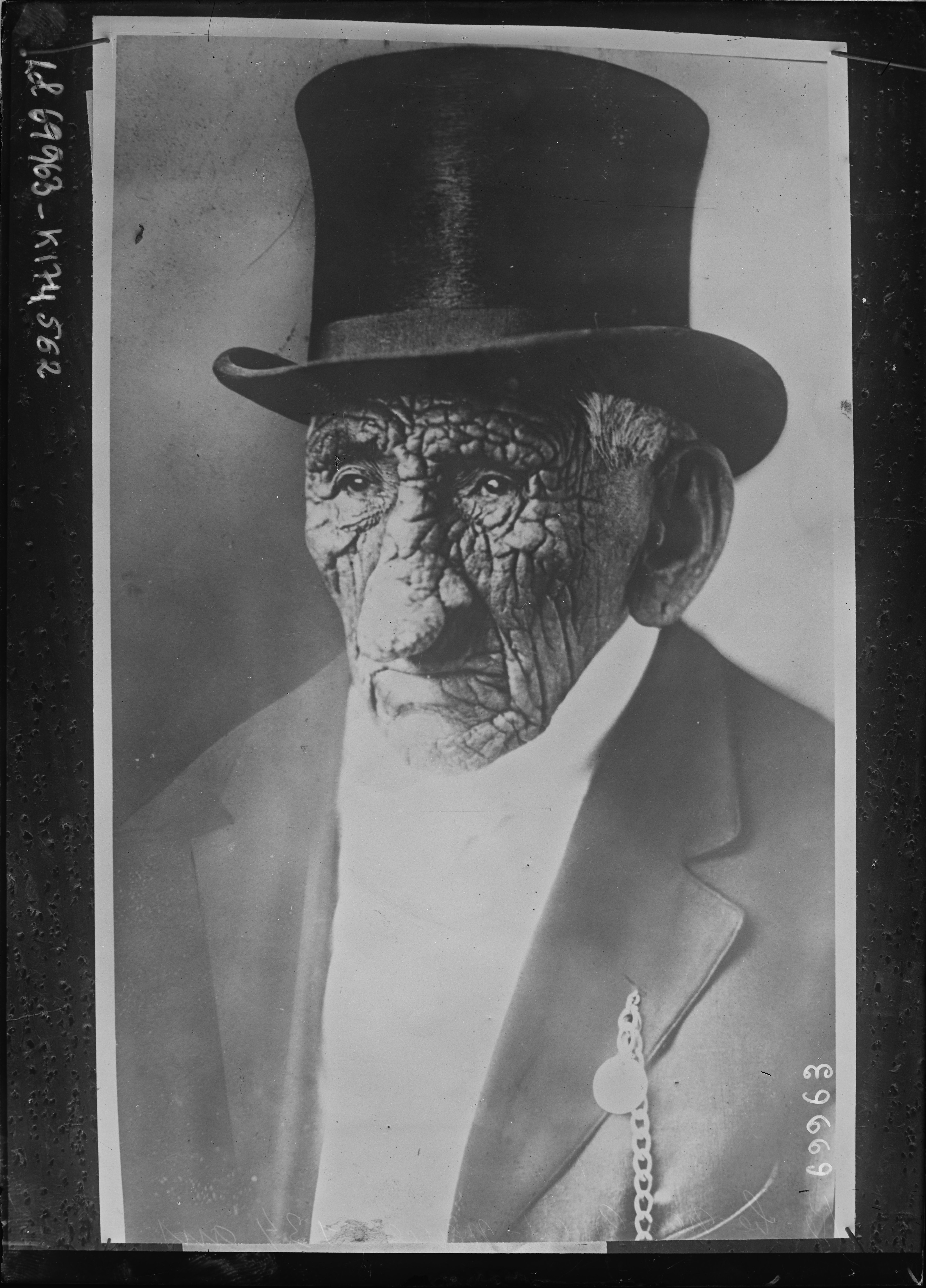
Smith in una fotografia del 1921

John Smith nacque nei primi decenni del XIX secolo nei pressi di Cass Lake, territorio in cui visse praticamente per tutta la sua vita. Lì si sposò otto volte, senza avere tuttavia mai alcun figlio naturale, bensì adottando un bambino che venne chiamato Tom Smith.

Verso la metà degli anni 1910, l'uomo, noto come "il vecchio indiano"  fra gli statunitensi che vivevano nell'area di Cass Lake, venne immortalato da alcuni fotografi locali, e in particolare da C. N. Christensen, che lo adoperarono come modello per molte immagini stilizzate della vita degli Ojibwe che furono poi ampiamente distribuite sotto forma di cartoline e fotografie in formato Cabinet.
Grazie al suo caratteristico aspetto, che suscitò subito parecchie leggende riguardo alla sua età, Smith divenne una sorta di celebrità locale, tanto che gli fu concesso di viaggiare gratuitamente sui treni che attraversavano le riserve dei nativi americani, in viaggi durante i quali l'uomo vendeva le proprie fotografie e i propri biglietti da visita ai passeggeri al prezzo di 5 centesimi. Nel 1918 egli poté quindi anche visitare per la prima volta una grande città, recandosi nelle cosiddette Twin Cities e perfino al Salone dell'automobile di Chicago.
A quelli che gli chiedevano storie del suo passato, Smith raccontava di quando, da ragazzino, faceva da esploratore nelle guerre tra la sua tribù e i Sioux, affermando anche di ricordarsi della guerra anglo-americana del 1812 e di quando incontrò gli esploratori Henry Schoolcraft e Lewis Cass, che attorno al 1820 visitarono la regione di quello che poi, proprio in onore di Lewis Cass, fu ribattezzato da lago Red Cedar in lago Cass (da cui poi il nome della cittadina di Cass Lake). Ciò, naturalmente, contribuì a tenere vive le credenze sulla sua longevità.
Verso il 1920, Smith divenne famoso a livello nazionale grazie a un documentario avente come soggetto i nativi anziani che mostrò molte delle sue fotografie nei cinema del Paese, tuttavia, pochi mesi dopo si ritirò nei boschi del Minnesota, per vivere in pace la sua vecchiaia. Nel 1922, un anno dopo essere rimasto cieco,  Smith morì di polmonite e, essendosi convertito al cattolicesimo attorno al 1914, fu sepolto nella sezione cattolica del cimitero di Pine Grove a Cass Lake. Ben presto si sollevarono alcuni dibattiti riguardo all'età di Smith alla data della morte, poiché secondo alcuni, forse persuasi sia dall'aspetto dell'uomo che dai suoi racconti, egli avrebbe raggiunto i 137 anni, cosa che renderebbe Smith l'uomo più longevo mai vissuto. Il commissario federale per il censimento dei nativi americani, Ransom J. Powell, sostenne all'epoca che "era la malattia e non l'età a farlo sembrare come era" e affermò che, secondo i documenti, Smith aveva 88 anni quando morì. Com'è noto, le date di nascita dei nativi americani vissuti nel XIX secolo erano state determinate dal governo statunitense in maniera piuttosto approssimativa basandosi su un'imponente pioggia di meteoriti che aveva attraversato i cieli del Nordamerica all'alba del 13 novembre 1833, in un evento che fece peraltro credere a molte tribù di nativi che fosse arrivata la fine del mondo. Stando a quanto riportato da Paul Buffalo, un ojibwe che aveva incontrato Smith quando era ragazzino, egli aveva udito l'uomo affermare più volte di avere "sette o otto", "otto o nove" e "dieci anni", quando "le stelle caddero", in riferimento alla pioggia di Leonidi del 1833. Ciò permette quindi di stimare che Smith dovesse avere circa 100 anni d'età quando venne a mancare.